# Rutvik
Rutvik ist eine Ortschaft (Tätort) in der schwedischen Provinz Norrbottens län und der historischen Provinz Norrbotten. Die Ortschaft besteht hauptsächlich aus Streusiedlungen und gehört zur Gemeinde Luleå.
Rutvik wurde erstmals 1339 in einem Testament eines Einwohners urkundlich erwähnt.